# Сюняев, Рашид Алиевич
Раши́д Али́евич Сюня́ев (тат. Räşit Ğali ulı Sönäyev, Рәшит Гали улы Сөнәев; род. 1 марта 1943, Ташкент) — советский и российский учёный-астрофизик, академик РАН (1992), лауреат Государственной премии РФ (2000, 2016).

## Биография
Родился 1 марта 1943 года в Ташкенте в татарской семье уроженцев Пензенской губернии — инженера-строителя Али Сюняева и фармацевта Саиды Кильдеевой. Учился в школе номер 18, одной из лучших школ Ташкента, которую окончил с серебряной медалью в 1960 году. В 10 классе стал победителем Математической олимпиады школьников Советских республик Средней Азии (ныне Киргызстан, Таджикистан, Туркменистан, Узбекистан) и Казахстана. В составе команды Узбекистана был направлен в МГУ на Всесоюзную олимпиаду, на собеседовании по итогам Олимпиады Рашиду Сюняеву посоветовали поступать на Мехмат МГУ. В Московском физико-техническом институте вступительные экзамены проводились на месяц раньше, чем в МГУ, поэтому он поступил в МФТИ на Факультет общей и прикладной физики.
С 1963 года Рашид Сюняев обучался на кафедре теории элементарных частиц МФТИ при Институте теоретической и экспериментальной физики (ИТЭФ). В марте 1965 года Р.А. Сюняев, пройдя нелегкое собеседование, стал студентом-дипломником Я.Б. Зельдовича, поставившем условие, что диплом будет посвящен теоретической астрофизике. В 1966 году Р.А. Сюняев окончил МФТИ и стал аспирантом Я.Б. Зельдовича, затем сотрудником его отдела Астрофизики в Институте прикладной математики АН СССР, носящем ныне имя академика М.В. Келдыша. В 1968 году защитил кандидатскую диссертацию, в 1973 году - докторскую (на Ученом совете Государственного астрономического института имени П.К. Штернберга при МГУ). Через год после защиты Р.А. Сюняев был приглашен новым директором Института космических исследований АН СССР (ИКИ) академиком Р.З. Сагдеевым перейти в создаваемый Я.Б. Зельдовичем отдел Теоретической астрофизики ИКИ на должность заведующего сектором. С июня 1974 года и уже более 50 лет Р.А. Сюняев является сотрудником ИКИ. 
С 1975 до 2001 гг. Р.А. Сюняев читает лекции на кафедре Космической физики МФТИ при ИКИ, которой руководил Р.З. Сагдеев, а с 1988 г. - академик А.А. Галеев. В 1987 году ВАК присуждает Р.А. Сюняеву звание профессора. В 1984 году Р.А. Сюняев избирается членом-корреспондентом АН СССР, а в 1992 году – академиком РАН.  
В 1982 году Сюняеву поручается создание отдела Астрофизики высоких энергий ИКИ для организации экспериментальных исследований в области рентгеновской астрономии. Я.Б. Зельдович остается научным руководителем нового отдела до конца своей жизни (в декабре 1987 года). Р.А. Сюняев руководит отделом до 2002 года, когда он становится научным руководителем отдела. С 1992 года он одновременно - главный научный сотрудник ИКИ РАН. 
В 1995 г. Р.А. Сюняев избирается членом Общества имени Макса Планка и одним из директоров Института астрофизики этого общества (MPA) в Гархинге, пригороде Мюнхена (Германия) с разрешением проводить полгода каждый год в ИКИ РАН, что также было согласовано с руководством РАН. По рекомендациям международных комиссий первоначальный контракт до 2008 года с MPA продлевался вплоть до марта 2018 года. С этого времени Р.А. Сюняев – директор-эмеритус Института астрофизики Общества Макса Планка. С 2005 по 2024 гг. Р.А. Сюняев был «выдающимся приглашенным профессором» знаменитого Института перспективных исследований в Принстоне, США и проводил там по два или три месяца каждый год.

## Основные научные результаты
В сотрудничестве с Я. Б. Зельдовичем предсказал эффект понижения яркости реликтового излучения в направлении скоплений галактик из-за его рассеяния на электронах горячего межгалактического газа (эффект Сюняева — Зельдовича), а также специфичные угловые флуктуации реликтового излучения - из-за существования стоячих звуковых волн в плазме ранней Вселенной.
Р. А. Сюняев совместно с Н. И. Шакурой разработал модель аккреционных дисков, образующихся при падении вещества на чёрную дыру и служащих причиной сильного рентгеновского излучения от двойных систем, в которых одной из звёзд является чёрной дырой либо нейтронной звездой.
Р. А. Сюняев участвовал в важных исследованиях ранней Вселенной, включая исследования по рекомбинации водорода и возникновению угловых флуктуаций реликтового излучения. Он возглавлял команду, которая проводила наблюдения приборами на модуле «Квант» орбитальной станции «Мир». С помощью этого модуля в 1987 было впервые зафиксировано жёсткое рентгеновское излучение от сверхновой SN 1987A, связанное с распадом синтезированного при гибели звезды радиоактивного никеля, превращающегося в радиоактивный кобальт и затем в железо. Также его группа в ИКИ отвечала за астрофизические наблюдения со спутника Гранат, а сейчас отвечает за наблюдения обсерватории гамма-лучей ИНТЕГРАЛ и рентгеновской обсерватории Спектр-Рентген-Гамма. В Институте астрофизики Общества им. Макса Планка он работает в области теоретической астрофизики высоких энергий и физической космологии, а также участвует в интерпретации данных космического аппарата Европейского космического агентства «Планк».
Семья
Старший сын Рашида Алиевича — Шамиль Сюняев, профессор  Медицинской школы Гарвардского университета. Младший сын — Али Сюняев, профессор в Технологическом институте Карлсруэ.

## Общественная позиция
В феврале 2022 года подписал открытое письмо российских учёных и научных журналистов с осуждением вторжения России на Украину.

## Награды
- Премия Бруно Росси Американского астрономического общества (1988)
- Премия по фундаментальным наукам Международной академии астронавтики (1990)
- Мемориальная научная премия им. Джона Линдсея Космического центра им. Годдарда, НАСА, США (1991)
- Робинсоновская премия по космологии Университета Ньюкасла, Великобритания (1995)
- Золотая медаль Королевского астрономического общества (1995)
- Золотая медаль сэра Месси Королевского общества и КОСПАР (1998)
- Золотая медаль Кэтрин Брюс Тихоокеанского астрономического общества (2000)
- Государственная премия Российской Федерации в области науки и техники 2000 года за исследования чёрных дыр и нейтронных звёзд с помощью рентгено- и гамма-лучевой астрофизической обсерватории «GRANAT» в 1990—1998 годы[11].
- Премия имени А. А. Фридмана РАН 2002 года за серию работ «Эффект понижения яркости реликтового излучения в направлении на скопления галактик»[11]
- Премия Дэнни Хайнемана в области астрофизики от Американского института физики и Американского астрономического общества (2003)
- Премия Грубера по космологии и золотая медаль Фонда П. Грубера и Международного астрономического союза (2003)
- Лекция Карла Янского (2005)
- Главная премия издательства МАИК-НАУКА за публикации в области физики и математики (2007)
- Премия Крафорда по астрономии Королевской академии наук Швеции (2008)
- Медаль Карла Шварцшильда (высшая награда Астрономического общества Германии) (2008)
- Премия Генри Норриса Рассела (высшее отличие Американского астрономического общества) (2008)
- Международная премия короля Фейсала (2009)[12]
- Премия Киото (2011)[13]
- Медаль Бенджамина Франклина по физике за «фундаментальный вклад в понимание ранней Вселенной и свойств чёрных дыр» (2012)[14]
- Эйнштейновский профессор Китайской АН (2013)[15]
- Золотая медаль Академии наук Республики Татарстан «За достижения в науке» (2013)[16]
- Орден «За заслуги перед Республикой Татарстан» (2013)[17]
- Медаль Эддингтона (2015)[18]
- Золотая медаль имени Я. Б. Зельдовича РАН (2015)[19]
- Медаль Оскара Клейна (2015)[20]
- Государственная премия Российской Федерации в области науки и технологий 2016 года — за создание теории дисковой аккреции вещества на чёрные дыры[21]
- Премия Марселя Гроссмана, ICRANet (2018)
- Медаль Дирака (совместно с В. Ф. Мухановым, А. А. Старобинским, за 2019 год)[22]
- Медаль ордена «За заслуги перед Отечеством» II степени (2021)[23]
- Медаль имени Макса Планка (2023)[24]
- Юбилейная медаль «300 лет Российской академии наук» (2024)[25]

В честь Р.А. Сюняева назван астероид с сидерическим периодом 3.78 года и большей полуосью орбиты 2.43 а.е.: 
11759 Sunyaev (4075 P-L).

## Членство в академиях
- Член-корреспондент АН СССР (1984)
- Действительный член РАН (1992)
- Иностранный член Национальной академии наук США (1991)
- Член Международной академии астронавтики (1986)
- Член Академии наук Европы (1990)
- Иностранный член Американской академии наук и искусств (1992)
- Почётный академик Академии наук Республики Татарстан (1995)
- Член Общества имени Макса Планка (1995)
- Член Германской академии естественных наук «Леопольдина» (2003)
- Иностранный член Королевской академии наук и искусств Нидерландов (2004)
- Иностранный член Королевского Общества, Великобритания (2009)[26]

## Членство в научных обществах
- Член Международного астрономического союза (1986).
- Вице-президент КОСПАР (Комиссии по космическим исследованиям Международного союза научных союзов) (1988—1994).
- Почётный член Американского астрономического общества (1990).
- Член Европейского астрономического общества (1991)
- Вице-президент Европейского астрономического общества (1991—1993)
- Фелло Американского физического общества (1993)
- Иностранный член Королевского астрономического общества Великобритании (1994)
- Иностранный член Американского философского общества, Филадельфия (2007)

## Из библиографии
- Яков Борисович Зельдович: воспоминания, письма, документы / отв. ред. С. С. Герштейн, Р. А. Сюняев — Москва: Физматлит, 2014. — 415 с. — ISBN 978-5-9221-1532-2